# تكتونية توسعية
تهتم التكتونية التوسعية التي تشكلت من خلال العمليات التكتونية المرتبطة بتمدد قشرة الجسم الكوكبي أو غلافه الصخري.

## أنماط التشوه
تعتمد أنواع الهياكل والأشكال الهندسية المتكونة على مقدار التمدد المتضمن. يُقاس التمدد بشكل عام باستخدام المعامل β، والمعروفة باسم عامل بيتا، حيث
{\displaystyle \beta ={\frac {t_{1}}{t_{0}}}\,,}
t0 هو سمك القشرة الأولي و t1 هو سمك القشرة النهائي. وهو أيضا ما يعادل انفعال توسع المعامل.

### عامل بيتا منخفض
في المناطق ذات التمدد القشري المنخفض نسبيًا، تكون الهياكل السائدة عبارة عن فوالق عادية بزاوية عالية إلى متوسطة، مع مصاحبة صدع أخدودي نصفي وفالق الكتل المائلة.

### عامل بيتا مرتفع
في المناطق ذات التمدد القشري العالي، قد تُدور الفوالق التوسعية الفردية إلى مستوى منخفض للغاية بحيث تظل نشطة وقد يتم إنشاء مجموعة جديدة من الفوالق. قد تؤدي عمليات النزوح الكبيرة إلى محاذاة الرواسب التركيبية تجاه الصخور المتحولة من القشرة الوسطى إلى المنخفضة وتسمى هذه الهياكل فوالق الانفصال. في بعض الحالات، يتم طي المفصلات بحيث تنكشف الصخور المتحولة داخل أغلاق مضادة الشكل وتعرف باسم مجمعات النواة المتحولة. 

### هوامش سلبية
تُطور الهوامش السلبية [الإنجليزية] فوق طبقة ضعيفة مجموعة محددة من الهياكل المتوسعة. تتطور الفوالق الإقليمية الكبيرة ذات القوائم المنحدرة نحو المحيط مع طيات محدبة متدرجة وما يتصل بها من انهيار الصدوع الأخدودية. على بعض الهوامش، مثل دلتا النيجر، لوحظت صدوع كبيرة في مواجهة المنطقة، حيث تنخفض مرة أخرى نحو القارة، وتشكل أحواض صغيرة كبيرة مع فوالق إقليمية مضادة.

## البيئات الجيولوجية المرتبطة بالتكتونية التوسعية
ترتبط مناطق التكتونية التوسعية عادة بـ:

بنية النتق والأخدود، بنية نموذجية مرتبطة بالصدع (اتجاه التوسع موضح بالسهام الحمراء).

### الصدوع القارية
الصدوع هي مناطق خطية لتمدد القشرة الأرضية. ييتراوح عرضها من أقل من 100 كم إلى حد ما إلى عدة مئات من الكيلومترات، تتكون من فالق عادي واحد أو أكثر وكتل الفوالق ذات الصلة. في مقاطع الصدع الفردية، يسود عادةً قطبية واحدة (أي اتجاه الانحدار)، مما يعطي شكل أخدود نصفي. تشمل الأشكال الهندسية الشائعة الأخرى مجمعات النواة المتحولة وفوالق الكتل المائلة. ومن الأمثلة على التصدعات القارية النشطة منطقة صدع بايكال [الإنجليزية] وصدع شرق إفريقيا.

### حدود الصفائح المتباعدة
حدود الصفائح المتباينة هي مناطق من الامتداد النشط حيث تصبح القشرة المتكونة حديثًا في ظهر المحيط متورطة في عملية الفتح.

### انتشار جاذبي لمناطق القشرة السميكة
تميل مناطق القشرة السميكة، مثل تلك التي تشكلت أثناء تصادم قاري، إلى الانتشار بشكل جانبي؛ يحدث هذا الانتشار حتى عندما لا يزال الحدث الاصطدام قيد التقدم. بعد انتهاء الاصطدام، تخضع منطقة القشرة السميكة عمومًا لانهيار جاذبي [الإنجليزية]، غالبًا مع تكوين صدوع كبيرة جدًا في الأبعاد. يتبع التوسع الديفوني واسع النطاق، على سبيل المثال، مباشرة بعد نهاية تجبل كاليدوني خاصة في شرق جرينلاند وغرب النرويج.

### تحرير الانحناءات على طول فوالق الانزلاق
عندما يُعوض فالق انزلاق مضربي على طول المضرب، مثل إنشاء فجوة، على سبيل المثال منحنى يساري على فالق خطي، يتم إنشاء منطقة امتداد أو توتر. وتُعرف هذه الانحناءات كما يطلق الانحناءات أو stepovers الممتدة، وهذه الانحناءات بإطلاق الانحناءات أو التدرجات الممتدة وغالبًا ما تشكل أحواضًا متقطعة أو معينات. تشمل الأمثلة على الأحواض النشطة القابلة للانفصال البحر الميت، الذي تشكل عند نقطة إزاحة يسارية من نظام صدع البحر الميت باتجاه اليسار، وبحر مرمرة، الذي تشكل في إزاحة يمين على نظام فالق شمال الأناضول ذي الإتجاه اليميني. 

### أحواض القوس الخلفي
تتشكل أحواض القوس الخلفي خلف العديد من مناطق الاندساس بسبب تأثيرات تراجع الخندق المحيطي مما يؤدي إلى منطقة امتداد موازية لقوس الجزيرة.

### هوامش سلبية
يميل الهامش الخامل المبني على طبقة أضعف، مثل الحجر الطيني أو الملح مفرط الضغط، إلى الانتشار بشكل جانبي تحت وزنه. يتأثر الجزء الداخلي من المنشور الرسوبي بالتصدع التوسعي، المتوازن بالتقصير الخارجي.

## روابط خارجية
- ملحق: الفصل 17 ؛ مورد تكميلي للفصل 17 من الكتاب المدرسي "Strukturgeologi" من تأليف Haakon Fossen & Roy Gabrielsen